# Les Nourritures terrestres
Les Nourritures terrestres, ou simplesmente Les Nourritures (lançado em português como Os Frutos da Terra) é um livro do escritor francês André Gide. Publicado em 1897, quando ele ainda tinha menos de 30 anos de idade, é um dos seus textos mais conhecidos. É um longo e inspirado poema em prosa sobre o desejo e o acordar dos sentidos, que suscita ainda hoje o entusiasmo e a admiração de muitos leitores, em particular dos mais jovens.
Esta obra é uma ode, por vezes lírica e sensual, que desenvolve o tema da relação com a matéria e com os elementos naturais. Transparece nela um entusiasmo pela vida que faz dela uma espécie de evangelho do despertar dos sentidos. A sensualidade torna-se  quase uma profissão de fé de uma espécie de nova religião, tanto se sente no texto o fervor, a emoção e o deslumbramento, nomeadamente pela terra, pelas colheitas, pelos frutos e por tudo que é carnal e carnudo, tudo o que pode ser tocado, apalpado e cheirado... Em alguns aspectos, Os Frutos da Terra faz lembrar os textos bíblicos, nomeadamente o Cântico dos Cânticos.
O texto pode ser encarado como um verdadeiro hino ao desejo sensual (à libido sentiendi), uma hiperbole sobre o desejo e sobre o erotismo. É, antes de mais, um livro sobre o desejo, sobre a sede, servindo os objectos evocados de pretexto para a expressão desse desejo, que é muitas vezes inextinguível, irreprimível e transbordante, ampliando e mesmo transcendendo o próprio mundo.